# Ubicuitina
La ubicuitina, ubiquitina o ubicuina es una pequeña proteína reguladora que ha sido encontrada en la mayoría de los tejidos de los organismos eucariotas. Una de sus muchas funciones es dirigir el reciclaje de proteínas. La ubicuitina puede asociarse a proteínas y marcarlas para su destrucción. El marcaje de ubicuitina dirige las proteínas al proteasoma, que es un gran complejo de proteínas que encontramos en la célula y que degrada y recicla proteínas innecesarias. Este descubrimiento ganó el premio Nobel en química en 2004.

## Identificación
La ubicuitina (originalmente, polipéptido ubicuo inmunopoyético) fue identificada en 1975 como una proteína de 8.5 kDa, de función desconocida, expresada en todas las células eucariotas. Las funciones básicas de la ubicuitina y los componentes de la vía de la ubicuitinización fueron aclaradas a principios de los años 1980 con el innovador trabajo realizado en el Fox Chase Cancer Center con Aaron Ciechanover, Avram Hershko, y Irwin Rose, por el cual recibieron el premio Nobel de Química en 2004.
El sistema de ubicuitinización fue caracterizado al principio como un sistema proteolítico de ATP-dependencia presente en extractos celulares. Un polipéptido de calor estable presente en estos extractos, el factor 1 proteolítico ATP-dependiente (APF-1), fue encontrado en el proceso ATP (y Mg2+) dependiente de unión covalente del sustrato proteico a la lisoenzima.
Diversas moléculas APF-1 se asocian a un solo sustrato molecular  por un acoplamiento isopéptídico, y los conjugados que forman son rápidamente degradados con la liberación de APF-1. Poco después que la conjugación proteica APF-1 fuera caracterizada,  la APF-1 fue identificada como ubicuitina. El grupo carboxilo (COOH) del residuo de glicina del carboneo terminal de ubicuitina (Gly76) fue identificado como la mitad conjugada al sustrato de los residuos de lisina.	

## La proteína

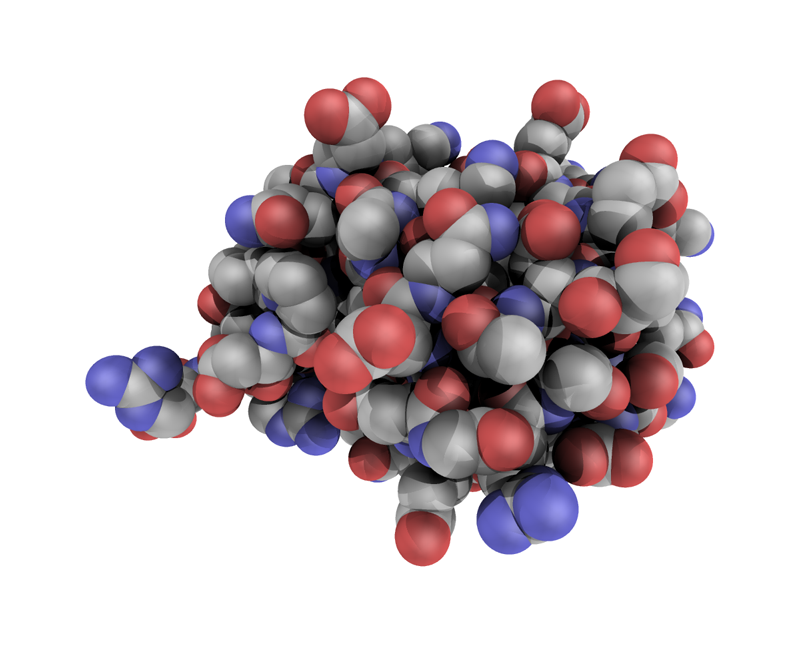
Modelo de bolas de la ubicuitina. En gris, los átomos de carbono; en azul, los de nitrógeno, y en rojo, los de oxígeno.

La ubicuitina es una pequeña proteína que existe en todas las células eucariotas. Esta realiza sus funciones gracias a la conjugación con una gran gama de proteínas diana. La ubicuitina está formada de 76 aminoácidos y tiene una masa molecular de aproximadamente 8.5 kDa. Entre sus características importantes se distinguen su cola C-terminal y los 7 residuos de lisina. 
Su estructura está sumamente conservada en el linaje eucariota: la ubicuitina del ser humano y la ubicuitina de la levadura comparten un 96 % de la secuencia identificadora de aminoácidos. 
La secuencia humana de la ubicuitina, en el código de una letra, (los residuos de lisina, en negrita) es la siguiente:
| MQIFVKTLTGKTITLEVEPSDTIENVKAKIQDKEGIPPDQQRLIFAGKQLEDGRTLSDYNIQKESTLHLVLRLRGG |

## Los genes
En los mamíferos, la ubicuitina está codificada por 4 genes diferentes. El UBA52 y el RPS27A  son los genes que codifican las copias de ubicuitina que se acoplan a las proteínas ribosómicas L40 y S27a (respectivamente) para su traducción. También encontramos el UBB y el UBC, que son codificadores de proteínas precursoras de la poliubicuitina.

## El origen
No se conoce ninguna ubicuitina ni la maquinaria de ubicuitinización necesaria en las células procariotas. Sin embargo, la ubicuitina se cree que desciende de proteínas procariotas similares a ThiS  o MoaD.
Estas proteínas procariotas, a pesar de tener poca secuencia de identificación (ThiS contiene únicamente un 14 % de secuencia identificadora respecto la ubicuitina), comparten la misma conformación proteica. Además comparten también química del azufre con la ubicuitina. 
Así, el MoaD, que está implicado en la  biosíntesis del cofactor molibdeno, interacciona con el MoeB, que actúa como una enzima E1 de activación de la ubicuitina para MoaD, reforzando la asociación entre estas proteínas procariotas y el sistema de ubicuitina. 
Un sistema similar es el que existe para el ThiS, con su enzima E1 ThiF. Así, también se cree que la proteína Urm-1 de la levadura Saccharomyces cerevisiae, que es un modificante asociado a la ubicuitina, es " un fósil molecular " que conecta la relación evolutiva entre las proteínas procariotas similares a la ubicuitina y dicho polipéptido.

## La ubicuitinización
La ubicuitinización es un proceso enzimático de modificación proteica postraduccional (PTM) en el cual el ácido carboxílico de la glicina terminal (que encontramos en el motivo de di-glicina de la ubicuitina activada) forma un enlace amida con el grupo amino épsilon de la lisina en la proteína modificada.
El proceso de marcar una proteína con ubicuitina (ubicuitinización) consta de una serie de pasos:
1. Activación de la ubicuitina: la ubicuitina es activada en una reacción de dos pasos por una enzima activadora de ubicuitina  en un proceso que requiere ATP como fuente de energía.

El paso inicial implica la producción de un producto intermedio adenilil-ubicuitina. 
El segundo paso consiste en transferir la ubicuitina al centro activo del E1, concretamente uniéndose al residuo de cisteína, con la liberación de AMP. Este paso se realiza mediante un acoplamiento tioéster entre el carbono terminal del grupo carboxilo de la ubicuitina y el grupo sulfhidrilo o tiol (-SH) de la cisteína del E1.
1. Transferencia de la ubicuitina del centro activo del E1 a una enzima E2 de conjugación de ubicuitina a través de una reacción de transtioesterificación. Los genomas de los mamíferos contienen entre 30 y 40 UBCs.
2. El paso final de la cascada de ubicuitinización crea un enlace isopeptídico entre una lisina de la proteína diana y la glicina del carbono terminal de la ubicuitina. En general, este paso requiere la actividad de una de los cientos de enzimas ligasas E3 de ubicuitina (a menudo llamada simplemente ligasa de ubicuitina). Las enzimas E3 funcionan como los centros de reconocimiento del sustrato del sistema y son capaces de interaccionar tanto con el E2 como con el sustrato.

En la cascada de ubicuitinización, la enzima E1 puede unirse con docenas de enzimas E2, que pueden a su vez unirse con unos cientos de enzimas E3 de un modo jerárquico. Otras proteínas similares a la ubicuitina (como las ULPs) también se modifican a través de la cascada E1-E2-E3. 
En la imagen podemos ver gráficamente el proceso de ubicuitinización descrito.

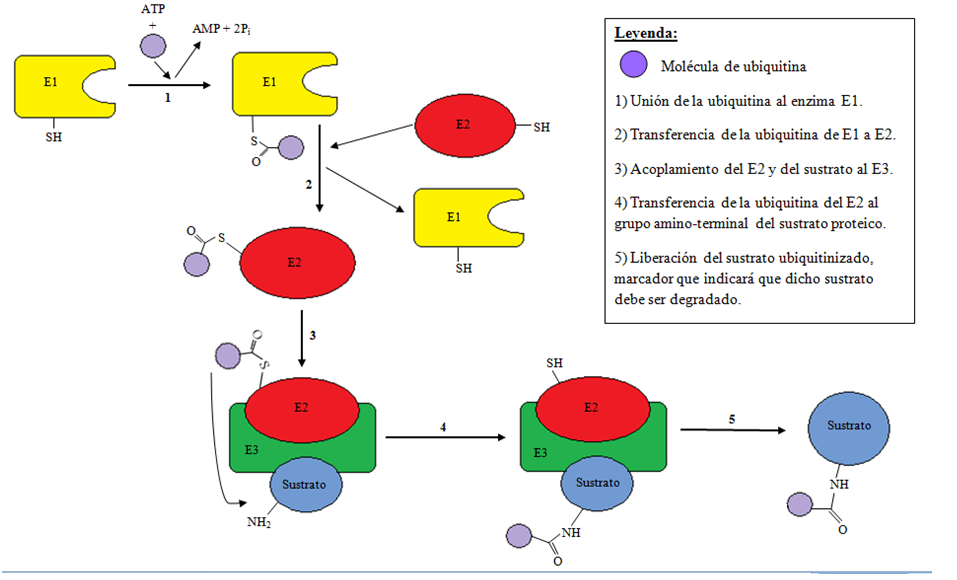
El sistema de ubicuitinización.

### Enzimas E3
Las enzimas E3 poseen uno de los siguientes posibles dominios:
- El dominio HECT (Homólogo al E6-AP Carboxilo Terminal)Con acción de reconocimientos.
- El dominio RING (Nuevo Gen Realmente Interesante) o
- el tan estrechamente relacionado dominio U-box. con acción ligasa.[cita requerida]

Cuatro tipos: tipo HECT, tipo U-box, tipo RING-finger, tipo RBR.
Así, la transferencia e interacción puede ocurrir de dos modos:
- Directamente de la enzima E2, catalizada por el dominio RING.
- Vía una enzima E3, catalizada por el dominio HECT. En este caso se forma un intermediario con la unión covalente entre la E3 y la ubicuitina, antes de la transferencia de la ubicuitina a la proteína sustrato.

El complejo de promoción de la anafase (APC) y el complejo SCF (por Skp1-Cullin-F-complejo proteico de caja –o box-) son dos ejemplos de subunidades de las E3 involucradas en el proceso de reconocimiento y ubicuitinización de proteínas diana específicas para su degradación en el proteasoma.

## Función y modificación de las distintas ubicuitinas
Después de la adición de una sola ubicuitina a un sustrato proteico (monoubicuitinización), más moléculas de ubicuitina pueden ser añadidas a la proteína en cuestión, produciendo una cadena proteica poliubicuitinizada. 
Además, hay que destacar que algunos sustratos son modificados con la adición de dichas moléculas de ubicuitina a los múltiples residuos de lisina de la proteína diana en un proceso llamado multiubicuitinización. 
La ubicuitina posee un total de 7 residuos de lisina.  En un principio los tipos de cadenas de ubicuitina identificadas eran aquellos unidos por vía lisina-48. Sin embargo, un trabajo más reciente ha dado a conocer una amplia variedad de acoplamientos que implican a todos los residuos posibles de lisina y además cadenas unidas al extremo amino terminal de una ubicuitina (también llamadas “cadenas lineales”). El trabajo, publicado en 2007, ha demostrado la formación de cadenas de ubicuitina con bifurcaciones que contienen múltiples tipos de unión. Hay que destacar además que se han encontrado cadenas de ubicuitina "atípicas" (sin unión a lisina-48) y han sido publicadas en una revista por Ikeda y Dikic.
El sistema de ubicuitinización funciona en una gran variedad de procesos celulares, incluyendo:
Procesación de antígenos
- Apoptosis
- Biogénesis de las organelas
- Ciclo celular y división
- Transcripción y reparación del ADN
- Diferenciación y desarrollo
- Respuesta inmunológica e inflamación
- Degeneración muscular y neuronal
- Morfogénesis de las redes neuronales
- Modulación de los receptores de la superficie celular, canales iónicos y vías de secreción
- Respuesta al estrés y a moduladores extracelulares
- Biogénesis ribosómica
- Infección viral

### Cadenas vinculadas a lisina
La cadenas poliubicuitinizadas más estudiadas (las unidas a lisina-48) marcan proteínas para su posterior destrucción, proceso llamado proteólisis. Al menos cuatro moléculas de ubicuitina tienen que estar unidas a residuos de lisina de la proteína a destruir para que esta sea reconocida por la proteína 26S. Las cadenas unidas a la lisina 63 dirigen la localización de las proteínas. La monoubicuitinización de las proteínas también marca la localización de las proteínas. El proteasoma o proteosoma es un complejo, con estructura en forma de barril y dos cámaras en su interior, donde la proteólisis tiene lugar. Las proteínas son degradadas rápidamente en pequeños péptidos (normalmente de 3 a 24 residuos aminoacídicos de longitud). Las moléculas de ubicuitina se escinden de la proteína inmediatamente antes de la destrucción y son recicladas para un uso posterior. Aunque la mayoría de los substratos que van a degradarse al proteasoma son ubicuitinizados, existen algunas proteínas que no son ubicuitinizadas y que sin embargo se destinan también al proteasoma.
| |
| Diagrama de diubicuitina ligada a la lisina-48. La unión (mostrada en naranja) tiene lugar entre las dos cadenas de ubicuitina. |

| |
| Diagrama de diubicuitina ligada a lisina-63. La unión (como se muestra en naranja) tiene lugar entre las dos cadenas de ubicuitina. |

### Monoubicuitinización
La ubicuitina puede marcar también a proteínas transmembrana (por ejemplo a los receptores) para su extracción desde las membranas y cumplir varios papeles de señalización dentro de la célula. Las moléculas transmembrana de la superficie celular que están marcadas con ubicuitina están a menudo monoubicuitinizadas, y esta modificación altera la localización subcelular de la proteína, marcando normalmente la proteína para la destrucción en los lisosomas.
Las histonas están normalmente monoubicuitinizadas y asociadas con la señalización o el marcaje estructural. 

### Otros tipos de cadenas
La ubicuitina tiene siete residuos de lisina que pueden servir como puntos de poliubicuitinización, que son: K48, K63, K6, K11, K27, K29 y K33. Estos puntos de unión  pueden definir y determinar señales únicas que son reconocidas por proteínas de unión a la ubicuitina, las cuales tienen motivos de interacción con la ubicuitina (UIM) con los que se unen a la propia molécula proteica. 
Se cree que las distintas uniones son reconocidas por proteínas que son específicas para reconocer la topología intrínseca del enlace. Un ejemplo es la unión K63, conocida por estar implicada en el reconocimiento del ADN dañado en zonas de rotura de la doble cadena helicoidal del material hereditario. La unión K63 parece estar colocada en la histona H2AX por el par de ligasas E2/E3, Ubc13-Mms2/RNF168. Esta cadena de K63 aparece para elegir RAP80, que contiene UIM, y así RAP80 ayuda a localizar BRCA1. Esta vía elegirá las proteínas necesarias para la reparación de la recombinación homóloga.

## Enfermedades asociadas

### Trastornos genéticos
Algunos trastornos genéticos asociados a la ubicuitina son: 
- Síndrome VEXAS(Somatic Mutations in UBA1 and Severe Adult-Onset Autoinflammatory Disease), acrónimo de vacuolas, enzima E1 , ligado al X, autoinflamatorio, somático. Se trata de un síndrome autoinflamatorio con debut en la edad adulta y asociado con síndromes mielodisplásicos.[16]
- El gen que controla la ubicuitina-1 se puede encontrar en lesiones asociadas con el Alzheimer y el Parkinson. Dos variantes de la transcripción que codifican diferentes isoformas se han encontrado para este gen. Elevados niveles de ubicuitina en el cerebro disminuyen la malformación de la molécula APP, que juega un papel clave en la aparición del Alzheimer.[17] Por el contrario, bajos niveles de ubicuitina-1 en el cerebro se asocian con un aumento de las malformaciones de APP.[17]
- El gen cuyo trastorno causa el síndrome de Angelman, el UBE3A, codifica a la ubicuitina ligasa (E3), enzima llamada E6-AP
- El gen mutado en el Síndrome de Von Hippel-Lindau codifica a la ubicuitina E3 ligasa llamada el supresor de tumores VHL o el gen VHL
- El gen mutado en el Síndrome de Liddle causa una desregulación  de un canal epitelial de Na+ (ENaC) y en consecuencia, causa hipertensión
- Ocho de los trece genes identificados cuya mutación causa la anemia Fanconi codifican proteínas que forman un complejo de ubicuitina ligasa (E3) largo.
- Mutaciones de la Cullin 7 E3 ubicuitina ligasa están relacionadas con el Síndrome 3-M, un trastorno autosómico recesivo que causa retraso del crecimiento.[18]

### Mutación con desplazamiento en la pauta de lectura (UBB+1)
El gen de la ubicuitina B puede estar transcrito incorrectamente debido a una secuencia monótona de nucleótidos en la región codificante del gen. Como resultado, se produce una eliminación de un dinucleótido en el ARNm causando un desplazamiento en la pauta de lectura. Cuando se traducen a proteínas, las ubicuitinas disfuncionales han perdido su C-terminal de glicina y en su lugar tienen un péptido de 20 aminoácidos (Ubicuitina B+1 o UBB+1). Se ha demostrado que las UBB+1 se acumulan de forma selectiva en tautopatías y poliglutaminopatías.   

### Inmunoquímica
Los anticuerpos antiubicuitina son usados en histología para identificar acumulaciones anormales de proteína dentro de las células que son marcadores de la enfermedad. Estas acumulaciones se llaman cuerpos de inclusión (inclusión bodies). Algunos ejemplos de estas inclusiones anormales en las células son
- Ovillos neurofibrilares en el Alzheimer
- Cuerpos de Lewy en el Parkinson
- Cuerpos de Pick en la enfermedad de Pick
- Inclusiones en la enfermedad de la motoneurona y la enfermedad de Huntington
- Cuerpos de Mallory en la hepatopatía alcohólica
- Fibras de Rosenthal en los astrocitos

## Modificadores parecidos a la ubicuitina
Aunque la ubicuitina es el modificador postraduccional mejor entendido, existe una familia creciente de proteínas similares a las ubicuitinas (UBL) que modifican las dianas celulares de una manera paralela y a la vez distinta a la de la ubicuitina. Las UBL conocidas incluyen: pequeños modificadores parecidos a la ubicuitina (SUMO), ubicuitina de  reacción cruzada (UCRP, también conocidas como gen estimulado por interferón-15 ISG15), ubicuitina relacionada con el modificador-1 (URM1), proteína-8 reguladora del desarrollo y expresión de la célula neuronal precursora (NEDD8, también llamada Rub1 en el S. cerevisiae), antígeno leucocitario humano F-asociado (FAT10), autofagia-8 (ATG8) y -12 (ATG12), Fau ubicuitina (FUB1), MUB (UBL anclada a la membrana), ubicuitina dobladora modificadora-1 (UFM1) y proteína similar a la ubicuitina-5 (UBL5, que es más conocida como homóloga a la ubicuitina-1 (Hub-1) en el S. pombe). Si bien estas proteínas sólo comparten  la secuencia identificadora primaria con la ubicuitina, están estrechamente relacionadas tridimensionalmente. Por ejemplo, las SUMO sólo comparten un 18% de secuencia identidad respecto la ubicuitina, pero contienen el mismo pliegue estructural. Este pliegue se llama “pliegue de la ubicuitina” o a veces pliegue ubicuitón. FAT 10 y UCRP contienen dos de estos pliegues. Este compacto pliegue beta se encuentra en la ubicuitina, en las UBL y en las proteínas que comprenden un dominio de ubicuitina.
Estas moléculas relacionadas entre sí tienen nuevas funciones e influencia en diversos procesos biológicos. También hay una regulación cruzada entre varias de las vías de conjugación dado que algunas proteínas pueden ser modificadas por más de una UBL, y a veces incluso en el mismo residuo de lisina. Por ejemplo, modificaciones en las SUMO a menudo actúan de forma antagónica a la ubicuitinización y sirven para estabilizar substratos proteicos. Proteínas conjugadas con las UBL no son identificadas para degradarse en el proteasoma, sino que tienen función en diversas actividades reguladoras. La unión de las UBL puede alterar la conformación del substrato, afectar a la afinidad por los ligandos u otras moléculas de interacción, alterar la localización del substrato e influenciar en la estabilidad de la proteína.
Las UBL son estructuralmente similares a la ubicuitina y son procesadas, activadas, conjugadas y liberadas del conjugado por pasos enzimáticos parecidos a los correspondientes de la ubicuitina. Las UBL son también traducidas con extensiones C-terminal que son procesadas para  exponer la invariante C-terminal LRGG. Estos modificadores tienen sus propias enzimas específicas E1 (activación), E2 (conjugación) y E3 (ligación) que conjugan las UBL a dianas intracelulares. Estos conjugados pueden ser revertidos por unas isopeptidasas UBL específicas que tienen mecanismos similares a los de las enzimas de desubicuitinización.
Dentro de algunas especies, el reconocimiento y destrucción de las mitocondrias de los espermatozoides tiene lugar a través de un mecanismo en el que la ubicuitina está implicada, siendo este el responsable de la eliminación de las mitocondrias después de la fertilización.

## Proteínas humanas que contienen dominios de ubicuitina
ANUBL1; 

BAG1; BAT3; 

DDI1; DDI2; 

FAU; 

HERPUD1; HERPUD2; HOPS; 
 
IKBKB; ISG15; 

LOC391257; 

MIDN; 

NEDD4; NEDD8; 

OASL; 

PARK2; 

RAD23A; RAD23B; RPS27A; 

SACS; SF3A1; SUMO1 ; SUMO2; SUMO3 ; SUMO4 ;

TMUB1; TMUB2; TRIM21 

UBA52; UBB; UBC; UBD; UBFD1; UBL4; UBL4A; UBL4B; UBL7; UBLCP1; UBQLN1; UBQLN2; UBQLN3; UBQLN4; UBQLNL; UBTD1;UBTD2; UHRF1; UHRF2;[cita requerida]

### Académicos
- UniProt entry for ubiquitin Archivado el 29 de septiembre de 2007 en Wayback Machine.
- UbiPred — server for the prediction of ubiquitylation sites
- Ubiquitin Web-page
- 7.340 Ubiquitination: The Proteasome and Human Disease MIT OpenCourseWare. Notes from MIT course.

### Comerciales
- Enzo Life Sciences (enlace roto disponible en Internet Archive; véase el historial, la primera versión y la última). : Ubiquitin and Proteasome Research Products
- Boston Biochem : Ubiquitin and Ubiquitin-like Research Products
- Progenra Inc. : Ubiquitin-based Biotechnology Corporation

- Datos: Q407111
- Multimedia: Ubiquitin / Q407111